# Áilgenán mac Donngaile
Áilgenán mac Donngaile (m. 853) fue rey de Munster de la familia de los Eóganacht Chaisil, de la casa de Eoganachta, la dinastía gobernante de Munster. Pertenecía al linaje de Clann Faílbe y era nieto de Tnúthgal mac Donngaile (m. 820), que algunas fuentes mencionan como Rey de Munster. Las tierras de su familia se localizaban en la zona de Cashel en el condado de Tipperary. Reinó de 852-853.
Los daneses habían llegado a Irlanda en 849 y ocuparon Dublín en 851. Los esparcidos nórdicos saquearon diferente áreas de Irlanda, lo que dio lugar al nacimiento de la rivalidad entre ambos grupos vikingos, rivalidad que fue explotada por los reyes irlandeses para sus propios intereses. Los Anales Fragmentarios registran dos victorias irlandesas sobre nórdicos en 852, aunque la datación es incierta. Los Arada Cliach de Cliu (del este del condado de Limerick) y los Ciarraige obtuvieron sendas victorias sobre los nórdicos.
Después de la muerte de Áilgenán en 853 hubo un interregno hasta la sucesión de su hermano Máel Gualae mac Donngaile (m. 859) en 856. El bisnieto de Áilgenán, Fer Gráid mac Clérig (m. 961) fue también Rey de Munster.